# Bora Dugić
Borislav "Bora" Dugić (Servisch: Бора Дугић; Žabalj, 10 juni 1949) is een Servisch componist en fluitist.

## Biografie
Dugić is vooral bekend vanwege zijn deelname aan het Eurovisiesongfestival 2008, dat gehouden werd in de Servische hoofdstad Belgrado. Samen met Jelena Tomašević bracht hij het nummer Oro. Het gastland eindigde daarmee op de zesde plek.
Dugić is getrouwd en heeft één zoon en één dochter.
2007: Marija Šerifović · 
2008: Jelena Tomašević feat. Bora Dugić · 
2009: Marko Kon & Milaan · 
2010: Milan Stanković · 
2011: Nina Radojčić · 
2012: Željko Joksimović · 
2013: Moje 3 · 
2015: Bojana Stamenov · 
2016: Sanja Vučić · 
2017: Tijana Bogićević · 
2018: Sanja Ilić & Balkanika · 
2019: Nevena Božović · 
2021: Hurricane · 
2022: Konstrakta · 
2023: Luke Black · 
2024: Teya Dora · 
2025: Princ
- Gemeinsame Normdatei: 104224636X
- International Standard Name Identifier: 0000 0003 7257 4145
- Library of Congress Control Number: n2015073069
- MusicBrainz: 8a535026-eb26-49ef-83e4-bace7e254f0f
- Virtual International Authority File: 305257716
- WorldCat: E39PBJd3RyckfG7BrQCJBwdbBP